# Britta Nord

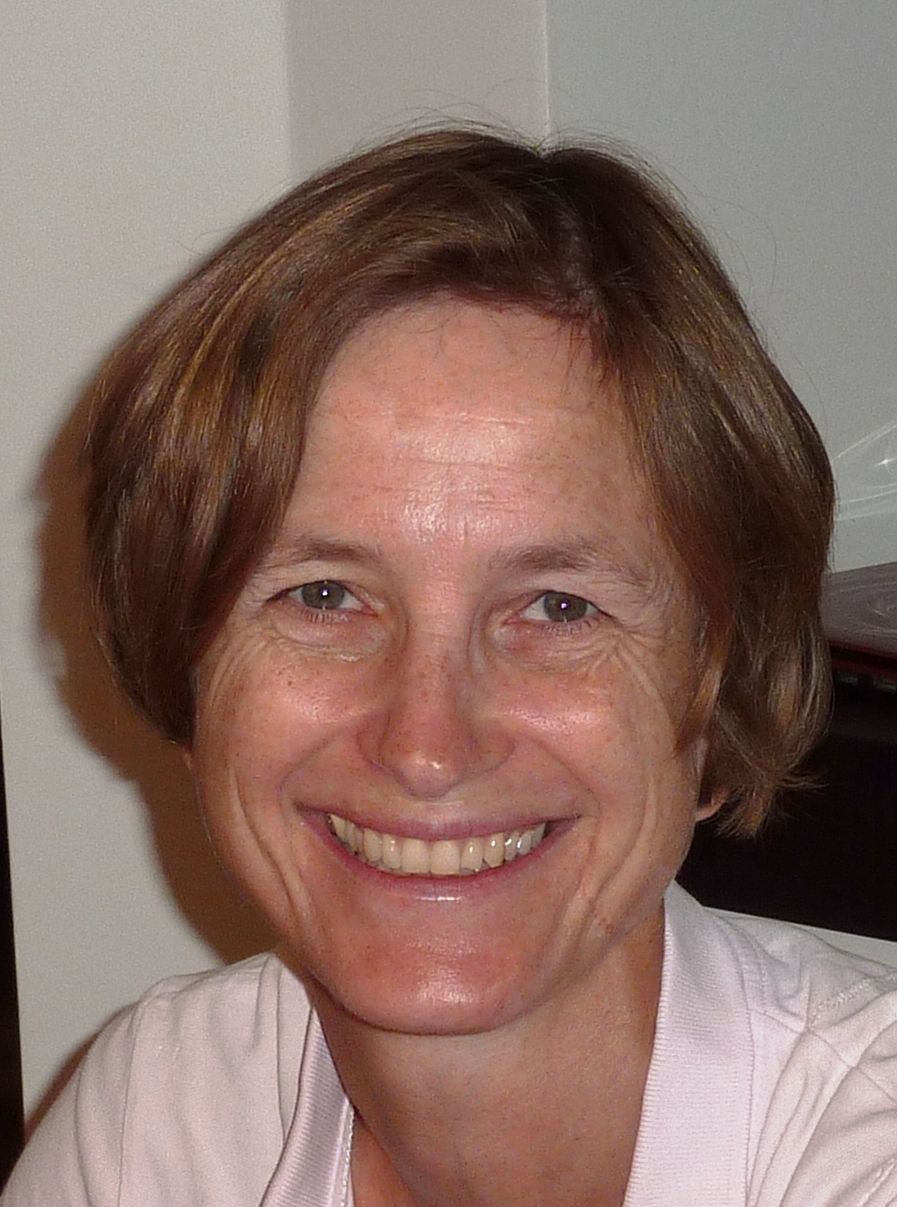
Britta Nord

Britta Nord (* 1969 in Heidelberg) ist eine deutsche Übersetzungswissenschaftlerin. Sie lehrt unter anderem an der Internationalen Hochschule des Sprachen & Dolmetscher Institut München und arbeitet als freie Übersetzerin, Übersetzungsrevisorin, Lexikographin und Lektorin.

## Leben und wissenschaftlicher Werdegang
Nach dem Abitur im Jahr 1988 begann Nord das Studium am Institut für Übersetzen und Dolmetschen (IÜD) der Universität Heidelberg, das sie im Jahr 1993 mit dem Diplom abschloss. Im Studienjahr 1994/1995 lehrte sie an der Sprachen- und Dolmetscherschule Englisches Institut Heidelberg. Von 1994 bis 1996 arbeitete sie am Projekt Wörterbuch italienischer Verben der Universitäten Heidelberg und Stuttgart mit. Seit 1996 ist sie freiberuflich als Übersetzerin für Italienisch, Englisch und Französisch und als Lexikographin tätig. Im Studienjahr 2000/2001 lehrte Nord am Fachbereich Fachkommunikation der Hochschule Magdeburg-Stendal (heute Fachbereich Kommunikation und Medien). Im Jahr 2001 promovierte sie zum Thema Hilfsmittel beim Übersetzen: Eine empirische Studie zum Rechercheverhalten professioneller Übersetzer am Fachbereich Angewandte Sprach- und Kulturwissenschaft der Johannes Gutenberg-Universität Mainz in Germersheim (heute Fachbereich Translations-, Sprach- und Kulturwissenschaft). Seit 2002 lehrt sie an der Hochschule des Sprachen & Dolmetscher Instituts München SDI; von 2010 bis 2016 war sie Lehrbeauftragte (professore a contratto) an der Università degli Studi Mailand.
Britta Nord lebt mit ihrer Familie in Sesto San Giovanni bei Mailand. Sie ist die Tochter der deutschen Übersetzungswissenschaftlerin Christiane Nord.

## Mitgliedschaften
- Bundesverband der Dolmetscher und Übersetzer (BDÜ)
- Freundeskreis des Fachbereichs Translations-, Sprach- und Kulturwissenschaft (FTSK) der Universität Mainz
- Altstipendiatin der Konrad-Adenauer-Stiftung

## Publikationen (Auswahl)

### Bücher
- mit Felix Mayer (Hrsg.): Aus Tradition in die Zukunft. Perspektiven der Translationswissenschaft. Festschrift für Christiane Nord. Frank & Timme, Berlin 2013, ISBN 978-3-86596-507-3.
- mit Regina Freudenfeld (Hrsg.): Professionell kommunizieren. Neue Berufsfelder – Neue Vermittlungskonzepte. Olms, Hildesheim u. a. 2007, ISBN 978-3-487-13527-4.
- mit Peter A. Schmitt (Hrsg.): Traducta Navis. Festschrift zum 60. Geburtstag von Christiane Nord. Stauffenburg, Tübingen 2003, ISBN 3-86057-632-1.
- Hilfsmittel beim Übersetzen. Eine empirische Studie zum Rechercheverhalten professioneller Übersetzer, Dissertation. Peter Lang, Frankfurt/Main u. a. 2002, ISBN 3-631-39331-8.

### Aufsätze
- Fachübersetzen: Theorie(n) auf dem Prüfstand, in Claudio Di Meola, Joachim Gerdes, Livia Tonelli (Hrsg.): Deutsch übersetzen und dolmetschen. Sprachvergleichende Perspektiven mit Blick auf die Didaktik, Peter Lang, Berlin 2021, ISBN 978-3-631-79478-4, S. 193–209.
- Die Übersetzungsrevision – ein Werkstattbericht. In trans-kom 11 [1] (2018), S. 138–150.
- Alle Wege führen nach Bologna!? Translationsdidaktik in Italien. In: Susanne Hagemann, Julia Neu, Stephan Walter (Hrsg.): Translationslehre und Bologna-Prozess: Unterwegs zwischen Einheit und Vielfalt. Translation/Interpreting Teaching and the Bologna Process: Pathways between Unity and Diversity, Frank & Timme, Berlin 2017, ISBN 978-3-7329-0311-5, S. 347–364.
- Sprachmittlung und Translation – ein Plädoyer für die Schnittmenge. In: Regina Freudenfeld, Ursula Gross-Dinter, Tobias Schickhaus (Hrsg.): In Sprachwelten über-setzen. Beiträge zur Wirtschaftskommunikation, Kultur- und Sprachmittlung in DaF und DaZ. 42. Jahrestagung des Fachverbandes Deutsch als Fremd- und Zweitsprache in München 2015, Universitätsverlag, ISBN 978-3-487-14813-7, Göttingen 2016, S. 77–91.
- Analisi dei problemi traduttivi in un modello didattico applicato. In: Tradurre 9/2015.[3]
- Das A und das O der Translationswissenschaft. Eine Studie zu den Inhalten der Einführungsvorlesung im Bachelor-Studiengang. In: Anne-Kathrin Ende, Susann Herold, Annette Weilandt (Hrsg.): Alles hängt mit allem zusammen. Translatologische Interdependenzen. Festschrift für Peter A. Schmitt. Frank & Timme, Berlin 2013, ISBN 978-3-86596-504-2, S. 177–190.
- Von Flamingomalern und Streifenkrawatten. Bilingualität und Translation. In: Felix Mayer, Britta Nord (Hrsg.): Aus Tradition in die Zukunft. Perspektiven der Translationswissenschaft. Festschrift für Christiane Nord. Frank & Timme, Berlin 2013, ISBN 978-3-86596-507-3, S. 53–66.
- Der Übersetzungsauftrag – Schikane oder Chance?. In: Regina Freudenfeld, Florian Feuser (Hrsg.): Mit Sprache(n) zum Beruf. Translation. Interkulturelle Kommunikation. Wirtschaftskommunikation. Olms, Hildesheim 2012, ISBN 978-3-487-14813-7, S. 74–89.
- Übersetzen im Fremdsprachenunterricht: Überlegungen zu einem ‚Übersetzungsportfolio’. In: Regina Freudenfeld, Britta Nord (Hrsg.): Professionell kommunizieren. Neue Berufsfelder – Neue Vermittlungskonzepte. Olms, Hildesheim u. a. 2007, ISBN 978-3-487-13527-4, S. 145–160.
- Wer nicht fragt, bleibt dumm – Recherchekompetenz als Teil der Translationskompetenz. In: Eberhard Fleischmann, Peter A. Schmitt, Gerd Wotjak (Hrsg.): Translationskompetenz. Tagungsberichte der Lictra (Leipzig International Conference on Translation Studies 4.–6.10.2001). Stauffenburg, Tübingen 2004, ISBN 3-86057-253-9, S. 173–181.
- Zwar frei von gravierenden Fehlern, dafür sonst etwas zu frei. Heimliche und unheimliche Ideale der literarischen Übersetzung. In: Britta Nord, Peter A. Schmitt (Hrsg.): Traducta Navis. Festschrift zum 60. Geburtstag von Christiane Nord. Stauffenburg, Tübingen 2003, ISBN 3-86057-632-1, S. 151–164.

### Rezensionen
- Kerstin Rupcic: Einsatzpotenziale maschineller Übersetzung in der juristischen Fachübersetzung. In MDÜ. Fachzeitschrift für Dolmetscher und Übersetzer 5–6/21–22, S. 84f.
- Angelika Ottmann (Hrsg.): Best Practices – Übersetzen und Dolmetschen. Ein Nachschlagewerk aus der Praxis für Sprachmittler und Auftraggeber. In MDÜ. Fachzeitschrift für Dolmetscher und Übersetzer 3/17, 59f.
- Mira Kadrić / Klaus Kaindl (Hrsg.): Berufsziel Übersetzen und Dolmetschen. Grundlagen, Ausbildung, Arbeitsfelder. In: MDÜ. Fachzeitschrift für Dolmetscher und Übersetzer. 4/16, S. 59f.
- Wörterbuch der Wirtschaft. Deutsch-Italienisch, Italienisch-Deutsch. In: MDÜ. Fachzeitschrift für Dolmetscher und Übersetzer. 53/1, 2007, S. 62f.
- Piergiulio Tàino: Fachwörterbuch Wirtschaft, Finanzen und Handel Italienisch. Deutsch-Italienisch/Italienisch-Deutsch. In: MDÜ. Mitteilungen für Dolmetscher und Übersetzer. 52/1, 2006, S. 46f.
- Felix Mayer (Hrsg.): 20 Jahre Transforum. Koordinierung von Praxis und Lehre des Dolmetschens und Übersetzens. In: MDÜ. Mitteilungen für Dolmetscher und Übersetzer. 52/3, 2006, S. 46.
- Eva Wiesmann: Rechtsübersetzung und Hilfsmittel zur Translation. In: MDÜ. Mitteilungen für Dolmetscher und Übersetzer. 51/1, 2005, S. 56f.

### Mitarbeit an Wörterbüchern und Sprachführern
- Le Robert & Collins Maxi plus allemand-français, français-allemand. Le Robert, Paris 2014, ISBN 978-2-321-00487-5.
- Le Robert & Collins Mini plus allemand-français, français-allemand. Le Robert, Paris 2014, ISBN 978-2-321-00449-3.
- Collins German Dictionary, 8. Aufl., HarperCollins, Glasgow 2013, ISBN 978-0-00-751083-2.
- Langenscheidt, Grund- und Aufbauwortschatz Italienisch. Langenscheidt, Berlin/Madrid u. a. 2012, ISBN 978-3-468-20184-4.
- Langenscheidt Premium-Grundwortschatz Italienisch. Langenscheidt, Berlin/München u. a. 2011, ISBN 978-3-468-20217-9.
- Langenscheidt, Grundwortschatz Italienisch. Langenscheidt, Berlin/München u. a. 2009, ISBN 978-3-468-20183-7.
- mit Stuart Fortey: Chambers German phrasebook. Chambers, Edinburgh 2006, ISBN 0-550-10282-5.
- mit Philippe Gloaguen: Allemand. Le guide de conversation routard. Larousse/Hachette, Paris 2005, ISBN 2-01-240266-6.
- Rizzoli Larousse Dizionario Compatto Italiano-Tedesco. Tedesco-Italiano. Larousse/Rizzoli, Paris/Mailand 2004, ISBN 88-525-0342-0.
- Larousse Schule. Dictionnaire Français-Allemand. Allemand-Français. Larousse/VUEF, Paris 2003, ISBN 2-03-540107-0.
- mit Ralf Brockmeier (Hrsg.): Via Mundo. Universalwörterbuch Italienisch. Italienisch/Deutsch. Deutsch/Italienisch. Bertelsmann, Gütersloh/München 2001, ISBN 3-577-10036-2.

### In Buchform erschienene Übersetzungen
- Der kleine Johnson 2023. Hallwag/Gräfe und Unzer, München 2022, ISBN 978-3-96584-253-3. (Mitarbeit)
- Sandra Plastina Ricklin: Einleitung, in Gilles Ménage: Geschichte der Philosophinnen, übersetzt und mit Anmerkungen herausgegeben von Christian Kaiser,: Felix Meiner Verlag (Philosophische Bibliothek 716) Hamburg 2019, ISBN 978-3-7873-3526-8, S. VII–XIV.
- Weine und Spirituosen. Alles über Stile und Qualitäten, Wine & Spirit Education Trust, London 2011, ISBN 978-1-905819-16-4. (Mitarbeit)
- Jancis Robinson: Das Oxford Weinlexikon. Hallwag/Gräfe und Unzer, München 2007, ISBN 978-3-8338-0691-9. (Mitarbeit)
- Michèle Shah: Italiens Weine. Hallwag/Gräfe und Unzer, München 2006, ISBN 3-8338-0340-1. (Mitarbeit)
- Michael Jackson: Whisky. Die Marken und Destillerien der Welt. Dorling Kindersley, Starnberg 2005, ISBN 3-8310-0764-0.
- Der große Johnson. Die Enzyklopädie der Weine, Weinbaugebiete und Weinerzeuger der Welt. Hallwag/Gräfe und Unzer, München 2004, ISBN 3-7742-6582-8. (Mitarbeit)
- Guglielmo Gulotta: Gemeinsam in die Falle gehen. Vom Beziehungsdrama zum Happy End. Carl Auer, Heidelberg 2003, ISBN 3-89670-408-7.
- Franco Lanata, Salvatore Marchese: Slow Food. Cinque Terre und der Golf von La Spezia. Hallwag/Gräfe und Unzer, München 2003, ISBN 3-7742-0916-2.
- Armando Gambera, Aldo Agnelli: Slow Food. Piemont. Barolo und Barbaresco. Hallwag/Gräfe und Unzer, München 2002, ISBN 3-7742-0762-3.
- Tom Ang: Digitale Fotografie und Bildbearbeitung. Das Praxishandbuch. Dorling Kindersley, London 2002, ISBN 3-8310-0388-2. (Mitarbeit)